# یوکی گاراژ
یوکی گاراژ (به انگلیسی: UK garage) یکی از سبک‌های موسیقی رقص الکترونیک است که در اوایل تا میانهٔ دههٔ ۱۹۹۰ در انگلستان شکل گرفت. این سبک بیش از هر چیز از گاراژ هاوس و شیوه‌های تولید جانگل الهام گرفته‌است، اما عناصری از دنس پاپ و آراندبی را نیز در بر می‌گیرد.